# یورنان‌کوله
یورنان‌کوله (به فنلاندی: Juornaankylä) یک منطقهٔ مسکونی در فنلاند است که در آسکولا واقع شده‌است.